# 에드워즈긴발톱쥐
에드워즈긴발톱쥐 또는 밀네에드워즈긴발톱쥐(Notiomys edwardsii)는 비단털쥐과 목화쥐아과에 속하는 설치류의 일종이다. 아르헨티나 남부 지역에서 발견된다. 에드워즈긴발톱쥐속 (Notiomys)의 유일종이지만, 이전에는 긴발톱쥐속(Chelemys)와 긴발톱두더지쥐속(Geoxus)의 종도 에드워즈긴발톱쥐속에 포함되었다.

## 특징
에드워즈긴발톱쥐는 짧은 꼬리를 가진 작은 쥐로 꼬리 길이 약 40mm를 포함하여 전체 몸길이가 약 137mm이다. 등쪽 털은 무성하고 부드러우며 길이는 약 8mm이고, 각각의 털 줄기는 회색이고 끝은 황토색을 띠며 아구티 효과를 낸다. 하체는 끝이 흰 회색 털을 갖고 있으며, 끝이 오렌지색인 회색 털로 몸의 두 부분으로 구분된다. 눈은 작고, 주둥이는 끝이 분홍색을 띠는 가죽 덮개로 되어 있으며 오렌지색 반점을 갖고 있다. 수염은 약 8mm로 아주 길고 희다. 귓바퀴는 작고 둥글며, 작은 여백이 흰 털로 덮여 있다. 꼬리는 털이 잘 나 있고 윗쪽은 엷은 황갈색을 아래는 흰색을 띤다. 앞발은 약 4mm의 긴 발톱을 갖고 있다. 뒷발은 짧고 넓으며 옆으로 거센 털이 가장자리로 나 있으며 뒷꿈치는 털이 있고 발바닥은 털이 없다. 발톱은 약 3mm이다.

## 분포 및 서식지
아르헨티나 남부의 산타크루스 주와 추부트주, 리오네그로 주의 토착종이다. 일반적인 서식지는 관목 지대와 초본 스텝 지대, 풀 스텝 지대, 관목과 덤불이 있는 암반 고원 지대이다.

## 생태
에드워즈긴발톱쥐의 생태는 거의 연구되지 않았다. 곤충을 주로 먹지만 씨앗을 먹기도 한다. 표본 한 점은 헤이그투코투코의 굴 안쪽에서 발견되었다. 1998년 전에 파타고니아 지역에 걸쳐 겨우 8곳의 모식 산지만이 알려졌다. 최근에는 좀더 집중적인 연구 결과, 50개 이상의 지역이 알려졌으며 일부는 올빼미가 게워낸 것 속에서 잔해 형태로 발견되었다.

## 보전 상태
에드워즈긴발톱쥐는 넓은 분포 지역을 가지며 일부 보호 지역에서 발견된다. 일부 장소에서는 흔하고 일부에서는 희귀하며 전체 개체군은 큰 것으로 추정된다. 특별한 위협 요인은 없으며 개체군 상태가 안정적이기 때문에 국제 자연 보전 연맹(IUCN)이 보전 등급을 "관심대상종"으로 분류하고 있다.